# Blauwborstdwergijsvogel
De blauwborstdwergijsvogel (Ceyx cyanopectus synoniemen: Alcedo cyanopectus, Alcedo cyanopecta, Alcyone cyanipectus en Ceyx cyanopecta) is een ijsvogel die alleen voorkomt in de Filipijnen.
Deze soort heet in het Filipijns Tapsuk.

## Kenmerken
De blauwborstdwergijsvogel is een kleine ijsvogel en lijkt wat op de ijsvogel. De soorten zijn echter goed te onderscheiden, de blauwborstdwergijsvogel heeft een donkerder kop, staart en vleugels en een of meerdere blauwe borstbanden. De twee ondersoorten en de seksen zijn te onderscheiden door een kleine kleurafwijking en door de blauwe dwarsbanden over de borst heen. Het mannetje van de C. cyanopecta cyanopectus heeft twee borstbanden en het vrouwtje 1 of een onderbroken band, het mannetje van de C. cyanopecta nigrirostris heeft er een of anderhalf en het vrouwtje heeft een onderbroken band.
Deze soort wordt inclusief staart zo'n 14 centimeter en heeft een vleugellengte van 6 centimeter.

## Ondersoorten en verspreiding
Er worden twee ondersoorten onderscheiden:
- C. c. cyanopectus: Luzon en Mindoro plus enkele nabijgelegen eilanden.
- C. c. nigrirostris: Negros en Panay.

## Leefgebied
De blauwborstdwergijsvogel is te vinden op rotsen en lage takken bij helder stromend water tot een hoogte van 1500 meter.

## Voedsel
Deze soort eet zoals veel soorten ijsvogels vis.

## Voortplanting
Men heeft de blauwborstdwergijsvogel zien broeden in de maand mei. Onbekend is hoe het nest en de eieren eruitzien.